# 砂塵 (映画)
『砂塵』（さじん、原題：Destry Rides Again）は、1939年に製作・公開されたアメリカ合衆国の映画である。

## 概要
架空の町ボトルネックを舞台にした、マックス・ブランド原作小説の映画化作品であり、1932年製作の『ミックスの再起』(トム・ミックス主演)のリメイク作品でもある。
マレーネ・ディートリヒが初めて出演した西部劇であり、共演にはジェームズ・ステュアートが迎えられた。監督はジョージ・マーシャル。
1996年には、アメリカ議会図書館により「文化的、歴史的、審美的価値がある」としてアメリカ国立フィルム登録簿に登録されている。

## あらすじ
架空の町ボトルネックのサロンのオーナーでイカサマ師のケント（ブライアン・ドンレヴィ）と、その情婦でダンスホール・クイーンのフレンチー（マレーネ・ディートリヒ）は田舎の牛牧場を奪おうと画策し、八百長ポーカーでクラゲット（トム・ファデン）の土地と牛を奪い取る。逆上したクラゲットの代わりに保安官キーオが抗議に向かうが殺害されてしまい、そこで悪徳町長のハイラム・スレイド（サミュエル・S・ハインズ）はケントらと共謀し、従順で操りやすそうなウォッシュ・ディムズデイル（チャールズ・ウィニンガー）を新しい保安官に任命した。しかし町長はディムズデイルがかつて有名な保安官トム・デストリーの補佐をしていたこと、ボトルネックを秩序だった良い町にするために父同様手強いその息子、トム・デストリー・ジュニア（ジェームズ・ステュアート）を呼び寄せることが可能だということを知らなかった。デストリーは射撃の名手にもかかわらず銃を持たない主義で、酒場でミルクを頼んでは笑われるような男であった。しかし彼は銃より法を重視する人柄であり、人々から尊敬されるようになっていく。デストリーとケントたちの最後の抗争は避けられないが、フレンチーはデストリーに惹かれ、彼の側に寝返る。最後の銃撃でデストリーをかばったフレンチーが撃たれ、最終的には正義が勝った。

## キャスト
| 役名                        | 俳優                     | 日本語吹替 | 日本語吹替 | 日本語吹替 |
| 役名                        | 俳優                     | テレビ版1  | テレビ版2  | ソフト版   |
| --------------------------- | ------------------------ | ---------- | ---------- | ---------- |
| フレンチー                  | マレーネ・ディートリヒ   | 平井道子   | 北浜晴子   | 鶉野樹理   |
| トム・デストリー・ジュニア  | ジェームズ・ステュアート | 津嘉山正種 | 堀勝之祐   | 内田直哉   |
| ケント                      | ブライアン・ドンレヴィ   |            |            | 稲葉実     |
| ウォッシュ・ディムズデイル  | チャールズ・ウィニンガー | 神山卓三   |            | 後藤哲夫   |
| ボリス・スタヴローギン      | ミシャ・オウア           |            |            | 土師孝也   |
| ハイラム・スレイド町長      | サミュエル・S・ハインズ  |            |            | 池田勝     |
| ジップ・ワトソン            | アレン・ジェンキンス     |            |            | 福田信昭   |
| バグス・ワトソン            | ウォーレン・ハイマー     |            |            |            |
| リリー・ベル/キャラハン夫人 | ウナ・マーケル           |            |            |            |
| ジャニス・ティンドール      | アイリーン・ハーヴェイ   |            |            |            |
| ジャック・ティンドール      | ジャック・カーソン       |            |            |            |
| ループジュロウ              | ビリー・ギルバート       |            |            |            |
| レム・クラゲット            | トム・ファデン           |            |            | 小島敏彦   |
| キーオ保安官                | ジョー・キング           |            |            |            |

- テレビ版2：初回放送1978年8月25日『想い出の名作洋画劇場』

## スタッフ
- 監督：ジョージ・マーシャル
- 製作：ジョー・パスターナク
- 音楽：フランク・スキナー
- 音楽監督：チャールズ・プレヴィン
- 撮影監督：ハル・モーア
- 編集：ミルトン・カラス
- 美術：ジャック・オッターソン
- 装置：ラッセル・A・ガウスマン
- 衣装：ヴェラ・ウェスト

## 楽曲
マレーネ・ディートリヒ演じるフレンチーはフランク・レッサー作詞、フリードリヒ・ホレンダー作曲の『裏部屋の男たち(See What the Boys in the Back Room Will Have)』『You've Got That Look』を歌った。

## 製作
著名な西部劇作者のマックス・ブランドが書いた小説『砂塵』が原作の映画化であるが、元々は雑誌『Twelve Peers』に連載されていたものである。その中でハリソン（またはハリー）・デストリーは平和主義者ではなかった。1932年のトム・ミックス主演の映画化でのデストリーは6機の銃を装備していた。

## 批評
『砂塵』は観客だけでなく批評家にも受け入れられた。『ニューヨーク・タイムズ』でフランク・ニュージェントは、ハリウッドの型にはまったキャスティングとは違い「エルンスト・ルビッチ監督の『天使』での上品な役と、『砂塵』のブラッディ・ガルチ・サルーンでのキャバレーの女性役が同じマレーネ・ディートリヒであるとは想像つかない。ステュアートの演技は明快で好感が持て愉快でユーモアのある役だった」と批評した。

## 他のバージョン
- 1932年、『ミックスの再起』ベンジャミン・ストロフ監督、トム・ミックス主演
- 1954年、『野郎！拳銃で来い』ジョージ・マーシャル監督、オーディ・マーフィ、トーマス・ミッチェル主演
- 1959年4月23日より、ニューヨークのインペリアル劇場でブロードウェイ・ミュージカル『Destry Rides Again』が開始され472回上演。ディビッド・メリック演出、レオナード・ガーシュ脚本、ハロルド・ローム作詞作曲、アンディ・グリフィス(デストリー)、ドロレス・グレイ(フレンチー)主演